# هاري د. تراين الثاني
هاري د. تراين الثاني (بالإنجليزية: Harry D. Train II)‏ هو رجل غواصة وضابط أمريكي، ولد في 5 نوفمبر 1927 في واشنطن العاصمة في الولايات المتحدة.